# Havran (zbraň)

Náčrt havrana

Havran (latinsky Corvus) bylo zařízení k zahákování lodí, které používali Římané na počátku punských válek. Jednalo se o masivní vyloďovací můstek s mohutným bodcem, který se spustil na nepřátelskou loď. Bodec se do dřevěné paluby zaryl, čímž lodě držely u sebe a římští vojáci mohli po můstku přeběhnout na nepřátelskou loď. Římané totiž nebyli až tak dobrými námořníky, ale o to lepší měli válečnou pěchotu. Corvus tedy měnil bitvu lodí v bitvu pěchoty.
Poprvé byl tento můstek použit v bitvě u Mylae, kde Římu zajistil vítězství. Ačkoliv s ním Římané dosáhli několik dalších úspěchů, celkově nebyl žádnou výhrou. Můstek se dal rozumně použít pouze na klidném moři, navíc významným způsobem omezoval plavební schopnosti lodí a snižoval jejich stabilitu. To nejenže radikálně snižovalo šance Římanů v boji na moří otevřeném či neklidném, ale zejména ohrožovalo lodě i mimo bitvu, pokud se dostaly do nepříznivých povětrnostních podmínek. Římská flotila tak byla několikrát krutě zdecimována bouřemi, což je přičítáno z velké části právě havranům.
Proto Římaně koncepci havrana zcela opustili a rozhodující námořní vítězství v bitvě u Aegatských ostrovů už získali bez nich.